# Charles Oser
Charles Oser (Sion, 17 febbraio 1902 – Berna, 29 marzo 1994) è stato un politico svizzero, membro del Partito Liberale Radicale, Cancelliere federale della Svizzera dal 1951 al 1957.

## Biografia
Oser si è laureato al Gymnasium di Losanna. Ha poi studiato giurisprudenza all'Università di Losanna e all'Università di Berna. Nel 1928, un anno dopo aver conseguito il dottorato, entrò nell'amministrazione federale. Nella Cancelleria federale e nel Consiglio degli Stati, ha poi lavorato come segretario e traduttore. Nel 1944 fu nominato Vice Cancelliere del Consiglio federale.
Dopo le dimissioni del cancelliere federale Oskar Leimgruber l'Assemblea federale ha eletto Oser nel 1951 come suo successore. Era stato nominato dal suo partito, il Partito Liberale Radicale, e si è seduto contro il capo della giustizia della Turgovia Thomas Plattner, candidato del Partito Popolare Conservatore Cattolico.
Come Bovet, Oser ha rinunciato a un secondo vice-cancelliere e si è assunto la responsabilità dei testi in lingua francese. Il più importante progetto amministrativo interno, che la Cancelleria federale ha intrapreso sotto la sua direzione, è stato l'istituzione della Raccolta sistematica della legge federale, che è stata conclusa nel 1974 sotto il cancelliere Karl Huber e da allora è stata continuamente aggiornata. Al raggiungimento dell'età pensionabile, Oser si dimise nel 1967.